# Carignano del Sulcis rosso
Il Carignano del Sulcis rosso è un vino DOC la cui produzione è consentita nella provincia di Cagliari.

## Caratteristiche organolettiche
- colore: rosso rubino più o meno intenso.
- odore: vinoso gradevolmente intenso.
- sapore: asciutto, sapido, armonico.

## Abbinamenti consigliati
Agnello coi carciofi
Maialino alla brace

## Produzione
Provincia, stagione, volume in ettolitri
- Cagliari  (1990/91)  2893,59
- Cagliari  (1991/92)  2934,65
- Cagliari  (1992/93)  4221,55
- Cagliari  (1993/94)  2048,34
- Cagliari  (1994/95)  3111,54
- Cagliari  (1995/96)  4109,19
- Cagliari  (1996/97)  6204,25